# Marvin O'Connor
Pour les articles homonymes, voir O'Connor.

a Compétitions nationales et continentales officielles uniquement.

b Matchs officiels uniquement.
Dernière mise à jour le 17 juillet 2024.
Marvin O'Connor, né le 18 avril 1991 à Annemasse (Haute-Savoie), est un joueur français de rugby à XV qui évolue au poste d'ailier. Il joue également au rugby à sept avec l'équipe de France
Avec le Montpellier HR, il remporte le Challenge européen en 2016. 

## Biographie
Marvin O'Connor est un joueur de rugby franco-australien, fils d'un treiziste australien venu en France jouer au rugby à XIII.
Il fait son apprentissage au RC Annemasse, avant de rejoindre le FC Grenoble en cadet. Par la suite, il fête sa première sélection pour l'équipe de France en catégorie des moins de 18 ans. Il fit aussi partie du Pôle France et de l'équipe de France des moins de 19 ans.
Au Pôle France, il est formé au poste de demi de mêlée. Mais c'est au poste d'ailier que le FC Grenoble a décidé de le faire jouer en équipe première (Pro D2). Marvin joua une fin de saison dans le groupe pro durant la saison 2009-2010. Puis il s'imposa au cours de la saison suivante.
En début d'année 2011, alors que son contrat espoir prend fin au FC Grenoble, de nombreux clubs approchent Marvin pour le recruter. L'Aviron bayonnais sera son choix après avoir été conseillé par ses amis des équipes de France junior.
La première saison de Marvin O'Connor au sein de l'Aviron bayonnais fut riche et placée sous le signe d'un grand espoir du rugby français. Alors que la Coupe du Monde 2011 en Nouvelle-Zélande se disputait, Marvin occupa une intérim dans le groupe professionnel. Malgré le retour des internationaux et d'un certain Joe Rokocoko à son poste, Marvin fit de très belles prestations plaçant ses concurrents sur le banc de touche. Après une première saison en Top 14, l'Annemassien d'origine paraphe son premier contrat pro  avec l'Aviron bayonnais signe d'une très grande confiance de ses dirigeants et d'un talent certain. Sa saison se conclut avec une invitation par le sélectionneur du XV de France Philippe Saint-André en prévision de la tournée d'été en Argentine. Mais finalement, il ne sera pas retenu.
En juin 2012, il participe à la tournée des Barbarians français au Japon pour jouer deux matchs contre l'équipe nationale nippone à Tokyo. Les Baa-Baas l'emportent 40 à 21 puis 51 à 18. En novembre 2012, il est de nouveau sélectionné avec les Barbarians français pour affronter le Japon au Stade Océane du Havre. Les Baa-Baas l'emportent 65 à 41.
Régulièrement titulaire avec l'Aviron Bayonnais grâce à son style tonique et atypique qui lui permet de provoquer de nombreuses fautes adverses, il voit son club descendre en Pro D2 à l'issue de la saison 2014-2015.
En mai 2015, il répond favorablement à une sollicitation de l'encadrement de l'Équipe de France de rugby à sept pour participer au championnat d’Europe qualificatif pour les Jeux olympiques de Rio.
À la suite des bonnes performances de Marvin O'Connor dans son nouveau club du Montpellier HR, Guy Novès appelle le joueur ailier à participer à un stage de préparation au tournoi des Six Nations 2016, en remplacement de Benjamin Fall, coéquipier en club mais qui déclare forfait. Il se blesse à son tour en cours de compétition, sans avoir jamais joué, et ne sera jamais rappelé ensuite.
À la fin de la saison 2016-2017, alors qu'il est encore sous contrat avec le Montpellier Hérault rugby, le président Mohed Altrad lui signifie qu'il ne sera pas conservé dans l'effectif la saison suivante.
Le 13 juillet 2017, il signe avec le Stade français Paris un contrat de 4 ans. Il rejoint ainsi le nouveau projet du club mené par son nouveau propriétaire Hans-Peter Wild. Un an plus tard, il quitte néanmoins le club et signe un contrat fédéral avec la FFR pour intégrer l'équipe de France de rugby à sept en tant que talonneur.
En septembre 2021, il rejoint l'ASM Clermont Auvergne en tant que joker médical de Samuel Ezeala, absent pour une longue durée. En janvier 2022, ayant réalisé de bonnes performances depuis son arrivée, il voit son contrat être prolongé jusqu'en 2024.
Après l'arrivée de Christophe Urios, en cours de saison 2022-2023 et durant la saison 2023-2024, il ne dispute aucune rencontre avec l'ASM Clermont, celui-ci ne comptant pas sur Marvin O'Connor. De ce fait, à l'issue de son contrat à la fin de la saison, il prend sa retraite sportive.

## Statistiques en équipe nationale
- International français de rugby à sept depuis 2015.
- International français des moins de 20 ans en 2011 (9 sélections).
- International français des moins de 19 ans (avec participation au Pôle France).
- International français des moins de 18 ans
- Participation au Tournoi des six nations des moins de 20 ans: 2010 et 2011.
- Il participe au Championnat du monde juniors 2010 et 2011 avec l'équipe de France des moins de 20 ans.

## Palmarès

### En club
- Montpellier HR
  - Vainqueur du Challenge européen en 2016

### À sept
- Vancouver 2019 et Hong Kong 2019.